# 에너지 준위

원자내 전자의 에너지 준위. 전자가 에너지를 흡수하면 바닥 상태에서 고 에너지 상태인 들뜬 상태로 올라갈 수도 있다.

에너지 준위(영어: energy level)는 원자와 분자가 갖는 에너지의 값이다. 보어의 원자 모형에서 전자가 에너지를 받아 위치를 바꾸면, 이 위치들이 에너지 준위이다. 고전 물리학에 모순되는 이 개념을 도입함으로써 보어는 수소 원자의 선 스펙트럼을 설명할 수 있었다.

## 같이 보기
- 에너지